# 1817
| [ Edytuj tabelę ]              | |
| Król Polski (tytularny)        | - 1815 Aleksander I Romanow 1825                                                                                              |
| Emir Afganistanu               | - 1809 Mahmud Szah Durrani 1818                                                                                               |
| Współksiążęta Andory           | - 1817 Bernat Francés y Caballero 1824 - 1815 Ludwik XVIII 1824                                                               |
| Prezydent Argentyny            | - 1816 Juan Martín de Pueyrredón y O’Dogan 1819                                                                               |
| Cesarz Austrii                 | - 1804 Franciszek II Habsburg 1835                                                                                            |
| Król Bawarii                   | - 1805 Maksymilian I Józef 1825                                                                                               |
| Sułtan Brunei                  | - 1807 Muhammad Kanzul Alam 1829                                                                                              |
| Cesarz Chin                    | - 1796 Jiaqing 1820 |
| Król Czech                     | - 1792 Franciszek II Habsburg 1835                                                                                            |
| Król Danii                     | - 1808 Fryderyk VI 1839 |
| Dalajlama                      | - 1816 Cultrim Gjaco 1837 |
| Władca Egiptu                  | - 1805 Muhammad Ali 1848 |
| Premier Francji                | - 1815 Armand-Emmanuel du Plessis 1818                                                                                        |
| Król Francji                   | - 1815 Ludwik XVIII 1824 |
| Prezydent Haiti                | - 1806 Alexandre Pétion 1818                                                                                                  |
| Król Haiti                     | - 1811 Henryk I 1820 |
| Król Hawajów                   | - 1810 Kamehameha I 1819 |
| Król Hiszpanii                 | - 1813 Ferdynand VII 1833 |
| Król Holandii                  | - 1815 Wilhelm I 1840 |
| Szach Iranu                    | - 1797 Fath Ali Szah 1834 |
| Państwo Wielkich Mogołów       | - 1806 Akbar Szah II 1837 |
| Król Irlandii                  | - 1760 Jerzy III Hanowerski 1820                                                                                              |
| Cesarz Japonii                 | - 1779 Kōkaku 1817 - 1817 Ninkō 1846                                                                                          |
| Kalif                          | - 1808 Mahmud II 1839 |
| Patriarcha Konstantynopola     | - 1813 Cyryl VI 1818 |
| Władca Korei                   | - 1800 Sunjo 1834 |
| Emir Kuwejtu                   | - 1814 Dżabir I 1859 |
| Książę Liechtensteinu          | - 1805 Jan I 1836 |
| Wielki książę Luksemburga      | - 1815 Wilhelm I 1840 |
| Sułtan Maroka                  | - 1792 Maulaj Sulajman 1822                                                                                                   |
| Książę Monako                  | - 1814 Honoriusz IV 1819 |
| Król Nawarry                   | - 1814 Ludwik XVIII 1824 |
| Król Nepalu                    | - 1816 Rajendra 1847 |
| Premier Nepalu                 | - 1806 Bhimsen Thapa 1837 |
| Król Norwegii                  | - 1814 Karol II 1818 |
| Sułtan Omanu                   | - 1807 Sa’id ibn Sultan 1856                                                                                                  |
| Papież                         | - 1800 Pius VII 1823 |
| Konsul Paragwaju               | - 1814 José Gaspar Rodríguez de Francia 1840                                                                                  |
| Książę Parmy i Piacenzy        | - 1814 Maria Ludwika 1847 |
| Król Portugalii                | - 1816 Jan VI 1826 |
| Król Prus                      | - 1797 Fryderyk Wilhelm III 1840                                                                                              |
| Car Rosji                      | - 1801 Aleksander I 1825 |
| Król Saksonii                  | - 1806 Fryderyk August I 1827                                                                                                 |
| Kapitanowie Regenci San Marino | - 1816 Luigi Giannini Matteo Martelli 1817 - 1817 Antonio Onofri Pietro Zoli 1817 - 1817 Federico Gozi Vincenzo Belzoppi 1818 |
| Książę Serbii                  | - 1815 Miłosz I Obrenowić 1839                                                                                                |
| Król Sardynii                  | - 1802 Wiktor Emanuel I 1821                                                                                                  |
| Król Szwecji                   | - 1809 Karol XIII 1818 |
| Król Tajlandii                 | - 1809 Buddha Loetla Nabhalai 1824                                                                                            |
| Sułtan Turków                  | - 1808 Mahmud II 1839 |
| Prezydent USA                  | - 1809 James Madison 1817 - 1817 James Monroe 1825                                                                            |
| Król Węgier                    | - 1792 Franciszek 1835 |
| Monarcha Wielkiej Brytanii     | - 1760 Jerzy III 1820 |
| Premier Wielkiej Brytanii      | - 1812 Robert Jenkinson 1827                                                                                                  |
| Cesarz Wietnamu                | - 1802 Gia Long 1820 |

Rok 1817 / MDCCCXVII
stulecia: XVIII wiek ~
XIX wiek ~
XX wiek

dziesięciolecia:
1780–1789 •
1790–1799 •
1800–1809 •
1810–1819
• 1820–1829
• 1830–1839
• 1840–1849

lata: 1807 «
1812 «
1813 «
1814 «
1815 «
1816 «
1817
» 1818
» 1819
» 1820
» 1821
» 1822
» 1827

## Wydarzenia w Polsce
- 13 stycznia – profesor Feliks Radwański wywalczył w Senacie Rzeczypospolitej Krakowskiej decyzję o niewyburzaniu części murów obronnych Barbakanu i Bramy Floriańskiej.
- 12 marca – utworzono Korpus Górniczy.
- 12 maja – w Warszawie otwarto pierwszą w kraju Giełdę Papierów Wartościowych.
- 4 czerwca – cesarz Franciszek II Habsburg zatwierdził statut Fundacji Ossolineum, założonej we Lwowie przez hrabiego Józefa Maksymiliana Ossolińskiego.
- 13 lipca – car Aleksander I wydał ukaz o utworzeniu Korpusu Litewskiego.
- 1 października – powstało Towarzystwo Filomatów.
- 23 października – otwarto Instytut Głuchoniemych w Warszawie.
- 13 listopada – Lwów: powstał Zakład Narodowy im. Ossolińskich (Ossolineum).

- Uchwalono „statut organiczny Uniwersytetu Krakowskiego”, który wprowadził nazwę Uniwersytet Jagielloński.
- Powstanie studenckiego Związku Przyjaciół pod greckim godłem Panta Koina (wszystko wspólne), przewodził nim Ludwik Mauersberger.
- Sejm stanowy we Lwowie.
- Wydano pierwszą Farmakopeę Polską.

## Wydarzenia na świecie
- 25 stycznia – w Teatro della Valle w Rzymie odbyła się premiera opery komicznej Kopciuszek Gioacchina Rossiniego.
- 12 lutego – peruwiańskie oddziały pod dowództwem generała José de San Martína pokonały wojska hiszpańskie w bitwie pod Chacabuco.
- 3 marca – zostało utworzone Terytorium Alabamy.
- 4 marca – James Monroe został 5. prezydentem Stanów Zjednoczonych.
- 7 marca – w brazylijskiej prowincji Pernambuco wybuchło antyportugalskie powstanie.
- 8 marca – założono Nowojorską Giełdę Papierów Wartościowych (NYSE).
- 7 maja – cesarz Japonii Kōkaku abdykował na rzecz swego syna Ninkō.
- 31 maja – w Mediolanie odbyła się premiera opery Sroka złodziejka Gioacchina Rossiniego.
- 11 czerwca – zawarto konkordat między Królestwem Francji a Stolicą Apostolską.
- 12 czerwca – niemiecki wynalazca Karl Drais (od jego nazwiska pochodzi wyraz „drezyna”) odbył pierwszą przejażdżkę na prototypie welocypedu.
- 18 czerwca – w Londynie otwarto Waterloo Bridge.
- 5 października – w Brukseli skradziono rzeźbę Manneken pis.
- 9 października:
  - w egipskiej Dolinie Królów odkryto grobowiec KV21.
  - założono Uniwersytet w Gandawie.
- 10 grudnia – USA: Missisipi jako 20 stan dołączyło do Unii.
- 23 grudnia – cesarz Franciszek II Habsburg wprowadził kataster austriacki.

## Urodzili się
- 3 stycznia – Józef Paszkowski, polski poeta i tłumacz, wsławił się przekładami dramatów Williama Shakespeare’a (zm. 1861)
- 21 stycznia – Amálie Mánesová, czeska malarka (zm. 1883)
- 23 stycznia – Fryderyk Henryk Lewestam, polski dziennikarz, krytyk i historyk literatury pochodzenia niemieckiego (zm. 1878)
- 15 lutego – Robert Angus Smith, szkocki chemik, pionier w dziedzinie chemii środowiska (zm. 1884)
- 1 marca – Albin Dunajewski, biskup krakowski (zm. 1894)
- 5 marca – Austen Henry Layard, brytyjski dyplomata i archeolog, odkrywca starożytnej Niniwy (zm. 1894)
- 19 marca – Jozef Miloslav Hurban, słowacki duchowny ewangelicki, pisarz, polityk i działacz narodowy (zm. 1888)
- 10 kwietnia – Henryk Ludwik Plater, polski duchowny katolicki, biskup pomocniczy warszawski (zm. 1868)
- 13 kwietnia – Nunzio Sulprizio, włoski święty katolicki (zm. 1836)
- 16 kwietnia – Teodor Heneczek, polski drukarz, wydawca (zm. po 1872)
- 25 kwietnia – Édouard-Léon Scott de Martinville, francuski zecer i księgarz, twórca fonautografu (zm. 1879)
- 4 maja – Florian Ceynowa, kaszubski działacz narodowy, lekarz, badacz folkloru i języka kaszubskiego (zm. 1881)
- 3 czerwca – Paulina von Mallinckrodt, niemiecka zakonnica, założycielka Sióstr Chrześcijańskiej Miłości, błogosławiona katolicka (zm. 1881)
- 7 czerwca – Alojzy Caburlotto, włoski duchowny katolicki, założyciel Zgromadzenia Córek św. Józefa, błogosławiony (zm. 1897)
- 23 czerwca – Ludwik Brisson, francuski duchowny katolicki, założyciel Oblatek i Oblatów św. Franciszka Salezego, błogosławiony (zm. 1908)
- 12 lipca
  - Alvin Saunders, amerykański polityk, senator ze stanu Nebraska (zm. 1899)
  - Henry David Thoreau, amerykański pisarz i filozof, współtwórca transcendentalizmu (zm. 1862)
- 29 lipca
  - Wilhelm Griesinger, niemiecki psychiatra (zm. 1868)
  - Iwan Ajwazowski, rosyjski malarz marynista ormiańskiego pochodzenia (zm. 1900)
- 3 sierpnia – Albrecht Fryderyk Habsburg, austriacki książę i wojskowy, książę cieszyński (zm. 1895)
- 4 sierpnia – Frederick Theodore Frelinghuysen, amerykański prawnik, dyplomata, polityk, senator ze stanu New Jersey (zm. 1885)
- 26 sierpnia – Maria Eugenia od Jezusa Milleret, francuska zakonnica, święta katolicka (zm. 1898)
- 5 września – Aleksiej Konstantinowicz Tołstoj rosyjski poeta i dramatopisarz (zm. 1875)
- 6 września – Mihail Kogălniceanu, rumuński historyk, publicysta i polityk, premier Rumunii w l. 1863–1865 (zm. 1891)
- 13 września – John M. Palmer, amerykański polityk, senator ze stanu Illinois (zm. 1900)
- 14 września – Theodor Storm, niemiecki pisarz (zm. 1888)
- 18 września – Eustachy Rylski, polski ziemianin, polityk (zm. 1899)
- 21 września – Maria Merkert, niemiecka zakonnica, założycielka elżbietanek, błogosławiona katolicka (zm. 1872)
- 15 października – Jankiel Gutsztadt, polski kupiec, księgarz pochodzenia żydowskiego (zm. 1890)
- 20 października – Adèle Ferrand, francuska malarka (zm. 1848)
- 23 października – Pierre Larousse, francuski pisarz, gramatyk, leksykograf i wydawca (zm. 1875)
- 29 października – Antoni Bronikowski, polski pedagog, latynista, hellenista, poeta (zm. 1884)
- 30 listopada – Theodor Mommsen, niemiecki historyk, poeta, prawnik, laureat Nagrody Nobla (zm. 1903)

data dzienna nieznana: 
- Katarzyna Chŏng Ch’ŏr-yŏm, koreańska męczennica, święta katolicka (zm. 1846)
- Agata Lin Zhao, chińska męczennica, święta katolicka (zm. 1858)
- Jan Chrzciciel Nam Chong-sam, koreański męczennik, święty katolicki (zm. 1866)
- Marcin Wu Xuesheng, chiński męczennik, święty katolicki (zm. 1862)

## Zmarli
- 14 lutego – Onufry Kopczyński, polski językoznawca, autor pierwszego podręcznika gramatyki języka polskiego, członek konfederacji targowickiej (ur. 1735)
- 12 kwietnia – Charles Messier, francuski astronom (ur. 1730)
- 24 czerwca – Józef Yuan Zaide, chiński ksiądz, męczennik, święty katolicki (ur. 1766)
- 5 lipca:
  - Michał Dymitr Krajewski, polski pisarz i działacz oświatowy (ur. 1746)
  - Johann Leibitzer, spiskoniemiecki sadownik i pomolog (ur. 1763)
- 14 lipca – Madame de Staël, francuska powieściopisarka i publicystka (ur. 1766)
- 18 lipca – Jane Austen, pisarka angielska (ur. 1775)
- 25 lipca – Jerzy Czarny, przywódca pierwszego serbskiego powstania narodowego, został zamordowany (ur. 1768)
- 14 października – Fiodor Uszakow, rosyjski admirał, dowódca, nowator w taktyce wojny morskiej, święty Rosyjskiej Cerkwi Prawosławnej (ur. 1745)
- 15 października – Tadeusz Kościuszko, generał, polski bohater narodowy (ur. 1746)
- 7 grudnia – William Bligh, dowódca HMS Bounty w czasie słynnego buntu (ur. 1754)
- 11 grudnia – Maria Walewska, polska hrabina, kochanka Napoleona Bonaparte (ur. 1786)
- 13 grudnia – Pál Kitaibel, węgierski botanik i chemik, badacz flory Tatr i słowackich źródeł mineralnych (ur. 1757)

- data dzienna nieznana:
  - Wilhelm Pusch, niemiecko-śląski architekt i budowniczy, związany z dworem książąt pszczyńskich (ur. 1750)

## Święta ruchome
- Tłusty czwartek: 13 lutego
- Ostatki: 18 lutego
- Popielec: 19 lutego
- Niedziela Palmowa: 30 marca
- Wielki Czwartek: 3 kwietnia
- Wielki Piątek: 4 kwietnia
- Wielka Sobota: 5 kwietnia
- Wielkanoc: 6 kwietnia
- Poniedziałek Wielkanocny: 7 kwietnia
- Wniebowstąpienie Pańskie: 15 maja
- Zesłanie Ducha Świętego: 25 maja
- Boże Ciało: 5 czerwca